# Watkins (Minnesota)
Watkins ist eine Kleinstadt (mit dem Status „City“) im Meeker County im US-amerikanischen Bundesstaat Minnesota. Das U.S. Census Bureau hat bei der Volkszählung 2020 eine Einwohnerzahl von 991 ermittelt.

## Geografie
Watkins liegt im südlichen Zentrum Minnesotas auf 45°18′55″ nördlicher Breite und 94°24′31″ westlicher Länge. Der Ort erstreckt sich über eine Fläche von 1,84 km².
Benachbarte Orte von Watkins sind Cold Spring (17,1 km nördlich), Rockville (24,2 km nordöstlich), Kimball (9,2 km östlich), Kingston (20 km südöstlich), Eden Valley (12,2 km westlich) und Richmond (24,4 km nordwestlich).
Die nächstgelegenen größeren Städte sind die Twin Cities (108 km ostsüdöstlich), Des Moines in Iowa (510 km südlich), Omaha in Nebraska (560 km südsüdwestlich), Fargo in North Dakota (283 km nordwestlich) und Duluth am westlichsten Punkt des Oberen Sees (273 km nordöstlich).

## Verkehr
Die Minnesota State Route 55 verläuft in West-Ost-Richtung als Hauptstraße durch Watkins. Alle weiteren Straßen innerhalb des Stadtgebiets sind untergeordnete Landstraßen, teils unbefestigte Fahrwege und innerstädtische Verbindungsstraßen.
Parallel zur MN 55 verläuft eine Eisenbahnlinie der Canadian Pacific Railway durch das Stadtgebiet von Watkins.
Mit dem St. Cloud Regional Airport befindet sich 50,6 km nordöstlich von Watkins ein Regionalflughafen. Der nächste Großflughafen ist der 125 km südöstlich gelegene Minneapolis-Saint Paul International Airport.

## Demografische Daten
Nach der Volkszählung im Jahr 2010 lebten in Watkins 962 Menschen in 398 Haushalten. Die Bevölkerungsdichte betrug 522,8 Einwohner pro Quadratkilometer. In den 398 Haushalten lebten statistisch je 2,29 Personen.
Ethnisch betrachtet setzte sich die Bevölkerung zusammen aus 98,8 Prozent Weißen, 0,5 Prozent Afroamerikanern, 0,2 Prozent (zwei Personen) amerikanischen Ureinwohnern, 0,2 Prozent (zwei Personen) Asiaten sowie 0,3 Prozent aus anderen ethnischen Gruppen. Unabhängig von der ethnischen Zugehörigkeit waren 0,4 Prozent der Bevölkerung spanischer oder lateinamerikanischer Abstammung.
28,1 Prozent der Bevölkerung waren unter 18 Jahre alt, 52,3 Prozent waren zwischen 18 und 64 und 19,6 Prozent waren 65 Jahre oder älter. 52,8 Prozent der Bevölkerung war weiblich.
Das mittlere jährliche Einkommen eines Haushalts lag bei 28.654 USD. Das Pro-Kopf-Einkommen betrug 16.258 USD. 14,9 Prozent der Einwohner lebten unterhalb der Armutsgrenze.

## Persönlichkeiten des Ortes
- Tommy Pederson (1920–1998), Jazzposaunist und Komponist, geboren in Watkins